# CVR(T)
CVR(T) 또는 전투정찰차량 (차륜형)(영어: Combat Vehicle Reconnaissance (Tracked))은 영국 육군 및 세계 각지에서 운용 중인 기갑전투차량이다. 이 차량들은 기동성이 매우 뛰어나고, 크기가 작으며, 항공 수송이 가능한 기갑차량으로, FV601 살라딘 장갑차를 대체하기 위해 만들어졌다.
알비스에서 1960년대 기획하였으며, CVR(T)에는 경정찰전차인 FV101 스콜피온, FV107 시미터와 기갑수송차량인 FV103 스파르탄, 지휘 및 통제 차량 FV105 술탄, 기갑구급차량 FV104 사마리탄, 대전차미사일 차량 FV102 스트라이커, 기갑구난차량 FV106 샘슨이 있다. 모든 CVR(T) 계열의 차량은 서스펜션 및 이동 장치 부분을 공유하는 것으로 기획되었으며, 알루미늄 장갑이 무게를 줄이기 위해 채택되었다. 1996년에는 3,500대 이상의 차량이 영국 육군 및 수출용으로 지어졌다. 현재 FV101 스콜피온과 FV102 스트라이커는 영국 육군에서 퇴역했다.

## 기획 및 개발
1960년대 초, 영국의 해외 주둔은 주둔 비용이 많이 들었고, 국방 예산을 상당히 쏟아부어야 했다. 새로운 전략이 제안되었는데, 군대와 장비를 유럽에 있는 그들의 기지에서 분쟁 지역으로 공수하는 것이었다. 공중 상륙 부대를 지원하기 위해, 기갑차량은 대무장 능력을 갖춘 화력 지원을 제공할 수 있고 개발 중인 위트워스 AW.681로 수송이 가능할 정도로 가벼워야 했다. 동시에, 이 기갑차량들은 FV601 살라딘을 대체할 예정이었다.
1960년, Armoured Vehicle Reconnaissance의 작업이 시작되었다. 이 차량은 76mm 또는 105mm 주포를 제한 횡단 포탑에 탑재할 예정이었으며, 3명의 승조원을 필요로 했다. 대전차 무기는 차량 뒤쪽에 탑재된 스윙파이어 유도탄으로 해결할 수 있었다. 이 기획안은 궤도와 차륜을 사용한 CVR에 모두 적용될 예정이었으며 FV432 기갑수송차량과 같은 엔진 및 송신기를 사용했다. 시제품의 최종 무게는 13톤을 초과했는데, 이는 차량이 공수될 때의 최고 중량을 넘는 것이었다.
무게를 줄이기 위해 알루미늄, 아연, 망가니즈를 합한 앨컨 E74S으로 만들어진 AA7017을 사용한 알루미늄 합금 장갑이 철 대신 채택되었다. 알루미늄 합금 장갑은 표면 밀도 덕분에 포탄 파편으로부터 더 좋은 방호력을 제공한다는 것이 드러났다. 그러나 이 합금은 시간이 지날수록 응력 부식 균열이 일어났고, 향상된 장갑이 1978년부터 적용되었다.
당시 수송기 안에 들어가려면 차량 높이가 2.5m(8피트 2인치) 미만, 폭은 2.102m(6피트 10.8인치) 미만이어야 했다. 지상 압력 요구 조건인 5psi를 충족시키기 위해 트랙의 너비는 0.45m여야 했다. 엔진 폭도 엔진 사용에 영향을 주었는데, 겨울옷을 입은 운전자 옆에 꼭 맞아야 했다. 따라서 엔진실의 너비는 0.60m에 불과했다. 당시 생산 중이거나 개발 중이던 전차 엔진이 없었기 때문에 재규어 4.2리터 가솔린 엔진이 사용되었다. 압축비가 9:1에서 7.75:1로 낮아지고 단일 솔렉스 마커스 기화기가 장착되면서 군사용 연료를 사용하도록 수정되어 출력이 265bhp에서 195bhp로 감소했다.
이전 알비스 차량들인 FV601 살라딘과 알비스 스털워트, 그리고 FV603 사라센의 예를 따라, 모든 CVR(T) 차량들 역시 명칭이 'S'로 시작한다. 차량들의 명칭은 그 기능에 따라 명명되었다. 스트라이커는 대전차 무기를, 스파르탄은 기갑수송차량을, 사마리탄은 구급차량을, 술탄은 지휘 및 통제를, 그리고 샘슨은 구난 차량의 기능을 가지고 있다. 이에 더해 영국 작전 참모진은 30mm 대포를 탑재한 또 다른 차량을 요구했는데, 이 차량이 시미터가 된다.
1967년 알비스는 30대의 CVR(T) 시제품 생산 계약을 따냈다. P1부터 P17은 스콜피온 시제품, P18부터 P30은 다른 CVR(T) 계열과 관련된 시제품이었다. 영국 국방부의 엄격한 비용 제한 하에 작업했지만, 첫번째 시제 차량은 노르웨이, 오스트레일리아, 캐나다, 아부 다비에서의 혹독한 기후 시험을 통과한 뒤, 1969년 1월 23일 예산과 기한에 맞게 완성되었다. 1970년 5월, CVR(T)는 영국 육군에 채택되었으며, 275대의 스콜피온과 288대의 시미터가 발주했다. 첫 스콜피온 생산은 1971년 완료되었으며, 1972년 1월 영국 육군에 배송되었다.
1986년에 영국은 1,863대의 1,863 CVR(T)를 생산했다. 이 때까지 스콜피온 313대, 스트라이커 89대, 스파르탄 691대, 사마리탄 50대, 술탄 291대, 샘슨 95대, 시미터 334대가 생산되었다.

## 같이 보기
- FV430 계열 차량
- CVR(W)- CVR(T)의 자매 사업으로, 바퀴형 수색장갑차 제작안이다.